# هاري بولارد
هاري بولارد هو مصور وشخصية أعمال كندي، ولد في 1880 في أونتاريو في كندا، وتوفي في 1968.